# Ecco (entreprise française)
Pour les articles homonymes, voir Ecco.
 (mai 2014).
Ecco est une entreprise de travail intérimaire créée en 1964 par Philippe Foriel-Destezet et disparue en 1996. Elle prospère régulièrement jusqu'à détenir en 1996 22 % du marché français (devant Manpower, 18 %, et VediorBis, 13 %).
Son chiffre d'affaires (20 milliards de francs en 1995) connait alors une croissance à deux chiffres chaque année, et une rentabilité opérationnelle à 4,8 %. Numéro 2 mondial, Ecco réalise alors 80 % de son activité en France
Après sa fusion en septembre 1996 avec le suisse Adia, le nouveau groupe Adecco devient no 1 mondial et s'attaque à la conquête de nouveaux marchés. À l'occasion, le nouvel ensemble se sépare des activités annexes d'Ecco, sécurité et nettoyage, qui contribuaient à hauteur de 14 % à son chiffre d'affaires, et ses agences Santé, à Quick Médical Service filiale d'Adecco.

## Historique
(mars 2016).
- 1964 : création d'Inter Ecco par Philippe Foriel-Destezet
- 1971 : Inter Ecco devient Ecco
- 1972 : introduction d'Ecco, transformé en société anonyme, sur le marché Hors Cote de la bourse de Paris
- 1977 : Ecco s'implante aux États-Unis et en Grande-Bretagne
- 1980 : Ecco est admis au marché Comptant de la bourse de Paris
- 1984 : Ecco devient le numéro 1 du travail temporaire en France et s'installe au Japon
- 1985 : introduction d'Ecco Travail temporaire au second marché de la bourse de Lyon.
- 1991 : création d'Ecco Conseil et Formation, spécialisé dans le recrutement, la formation et le conseil en ressources humaines
- 1994 : Ecco devient le numéro 2 mondial de l'intérim.
- 1996 : rapprochement des groupes Ecco et Adia. Le 20 août, naissance du nouveau leader mondial.
- 1997 : lancement officiel de la marque Adecco le 13 janvier.
- 1998 : lancement de JOB'shop
- 2000 : fusion Adecco-Olsten